# Preston North End Football Club 2021-2022
Questa voce raccoglie le informazioni riguardanti il Preston North End Football Club nelle competizioni ufficiali della stagione 2021-2022.

## Maglie e sponsor
| Casa | Trasferta | Terza maglia |

Sponsor ufficiale: 32 Red
Fornitore tecnico: Nike

## Organico

### Rosa
Rosa e numerazione, tratte dal sito internet ufficiale della società, aggiornate al 20 dicembre 2021.
| N. |                             | Ruolo | Calciatore             |
| -- | --------------------------- | ----- | ---------------------- |
| 1  | Inghilterra (bandiera)      | P     | Declan Rudd            |
| 2  | Paesi Bassi (bandiera)      | D     | Sepp van den Berg      |
| 3  | Irlanda (bandiera)          | D     | Greg Cunningham        |
| 4  | Inghilterra (bandiera)      | C     | Benjamin Whiteman      |
| 5  | Germania (bandiera)         | D     | Patrick Bauer          |
| 6  | Scozia (bandiera)           | D     | Liam Lindsay           |
| 8  | Irlanda (bandiera)          | C     | Alan Browne (capitano) |
| 9  | Galles (bandiera)           | A     | Ched Evans             |
| 10 | Inghilterra (bandiera)      | C     | Josh Harrop            |
| 11 | Giamaica (bandiera)         | C     | Daniel Johnson         |
| 12 | Danimarca (bandiera)        | P     | Daniel Iversen         |
| 13 | Irlanda del Nord (bandiera) | C     | Ali McCann             |
| 14 | Inghilterra (bandiera)      | D     | Jordan Storey          |
| 15 | Inghilterra (bandiera)      | D     | Joe Rafferty           |
| 16 | Galles (bandiera)           | D     | Andrew Hughes          |
| 18 | Inghilterra (bandiera)      | C     | Ryan Ledson            |

| N. |                        | Ruolo | Calciatore       |
| -- | ---------------------- | ----- | ---------------- |
| 19 | Danimarca (bandiera)   | A     | Emil Riis        |
| 20 | Inghilterra (bandiera) | C     | Izzy Brown       |
| 21 | Inghilterra (bandiera) | A     | Connor Wickham   |
| 22 | Stati Uniti (bandiera) | D     | Matthew Olosunde |
| 23 | Inghilterra (bandiera) | D     | Paul Huntington  |
| 24 | Irlanda (bandiera)     | A     | Sean Maguire     |
| 26 | Irlanda (bandiera)     | C     | Adam O'Reilly    |
| 28 | Inghilterra (bandiera) | P     | Matthew Hudson   |
| 29 | Inghilterra (bandiera) | A     | Tom Barkhuizen   |
| 30 | Inghilterra (bandiera) | C     | Jack Baxter      |
| 31 | Inghilterra (bandiera) | C     | Scott Sinclair   |
| 32 | Inghilterra (bandiera) | D     | Josh Earl        |
| 40 | Galles (bandiera)      | A     | Jamie Thomas     |
| 44 | Inghilterra (bandiera) | C     | Brad Potts       |
| 45 | Inghilterra (bandiera) | C     | Josh Murphy      |